# モラージュ和泉
モラージュ和泉（モラージュいずみ）は、2011年冬大阪府和泉市にオープン予定だった、双日が運営するショッピングセンター。当初は2010年春の完成予定だったが、不況により2011年に延期された。その後、開発中止が決まったようであるが、双日からは正式なリリースは行われていない。

## 概要
2007年11月に、双日がトリヴェール和泉に関西最大級のショッピングセンター『モラージュ泉北』を建設すると発表。当時は「モラージュ泉北」と言う名称だったが、泉北ニュータウンではなく、トリヴェール和泉に設置されるので、後に『モラージュ和泉』に名称を変更した。双日が都市再生機構より取得した建設予定地は、トリヴェール和泉のあゆみ野地区であり、阪和自動車道岸和田和泉ICのすぐそばである。なお、商圏人口はおよそ90万人程とされており、南大阪だけでなく、和歌山や大阪市内の住民もターゲットにしている。なお、開業は2011年の夏に一度延期され、再び秋以降に延期されたが、開発計画自体が中止されたようである。
なお、従来のショッピングセンターと構造が大きく異なり、メインストリートに専門店を配置し、阪和道から直接行けるようにサーキット型モール構造で設計されている。専門店街に入る店は公開されていないが、家電量販店･シネコン･外資系企業のスーパーマーケットが合計300店舗以上入る計画だった。
その後、予定地には2014年6月にコストコの和泉倉庫店が、2014年10月にららぽーと和泉がそれぞれオープンした。